# Warzone (zespół muzyczny)
Warzone – nowojorski zespół grający muzykę będącą wypadkową stylów hardcore, punk i oi!.
Z powodu tej stylistycznej mieszanki zespół jednoczył wśród swoich fanów, zarówno punków, skinheadów jak i hardcorowców.
Jego liderem i wokalistą był zmarły w 1997 roku Raymond "Raybezz" Barbieri.

## Dyskografia
- Lower East Side Crew (1987) - EP
- Don't Forget The Struggle, Don't Forget The Streets (1988) - LP
- Open Your Eyes (album Warzone)|Open Your Eyes (1989) - LP
- Warzone (1990) - LP
- Live at CBGBs (1993) - live EP
- Old School to New School (1994) - LP
- Split z Cause for Alarm (1995) - split 10" EP
- Lower East Side (1996) - EP
- The Sound of Revolution (1996) - LP
- Fight For Justice (1997) - LP
- The Victory Years (1998) - LP